# Wirus GB-C
Wirus GB-C, GBV-C (dawniej wirus zapalenia wątroby typu G, HGV, HPgV) – jednoniciowy wirus RNA, z rodziny Flaviviridae i rodzaju Pegivirus. Jest w stanie zakażać ludzi, jednak nie wiadomo czy jest chorobotwórczy. Jest badany wpływ wirusa na układ odpornościowy u osób zakażonych jednocześnie HIV-1 i GBV-C.

## Historia
Pierwsze nazewnictwo wirusa swoją historią sięga do roku 1967, kiedy to wykazano prawdopodobieństwo obecności wirusa na podstawie szczegółowych badań na pacjencie w Chicago, u którego wystąpiły potransfuzyjne oznaki zapalenia wątroby. Domyślano się, że powodował je wirus nie-A, nie-B i nazwano go od inicjałów pacjenta (roboczo) GB. Dopiero w połowie lat 90. zbadano tego wirusa bliżej.
W połowie lat 90. prowadzono także badania nad odkrytymi wirusami GBV-A i GBV-B. W końcu uznano, że te wirusy, czyli HGV, GBV-A, GBV-C (także HCV), są różnymi wirusami, spokrewnionymi ze sobą. Początkowo wirus GB-C podejrzewano o wywoływanie wirusowego zapalenia wątroby, jednak replikuje się on głównie w limfocytach i słabo, jeśli w ogóle, w hepatocytach.